# Мужская сборная Словении по волейболу
Мужская национальная сборная Словении по волейболу (словен. Slovenska moška odbojkarska reprezentanca ) — представляет Словению на международных соревнованиях по волейболу. Управляющей организацией выступает Волейбольный союз Словении (Odbojkarska zveza Slovenije — OZS).

## История
После распада Югославии и получения в 1992 Словенией независимости Волейбольный союз этой страны вступил в ФИВБ и ЕКВ. В том же году на международной арене дебютировала мужская сборная Словении, принявшая участие в отборочном турнире чемпионата Европы 1993. В предквалификационном раунде, прошедшем в октябре—ноябре, словенцы дважды уступили сборной Австрии и выбыли из дальнейшей борьбы за попадание на континентальное первенство.
В последующие 8 лет команда Словении безуспешно пыталась преодолеть отбор на чемпионаты мира и Европы. Впервые ей это удалось сделать только в 2001 и в том же году словенские волейболисты дебютировали в финальном турнире европейского чемпионата. Дебют вышел неудачным: 5 поражений в группе предварительного этапа. Столь же безуспешным было и выступление на чемпионатах Европы 2007 и 2009 (первенства «старого света» 2003 и 2005 прошли без участия не квалифицировавшихся на них словенцев), на которых сборная Словении также не сумела одержать ни одной победы. Участие в континентальных первенствах 2011 и 2013 также не принесло словенцам успеха, хотя на каждом из них сборная из небольшой балканской страны уже выиграла по разу.

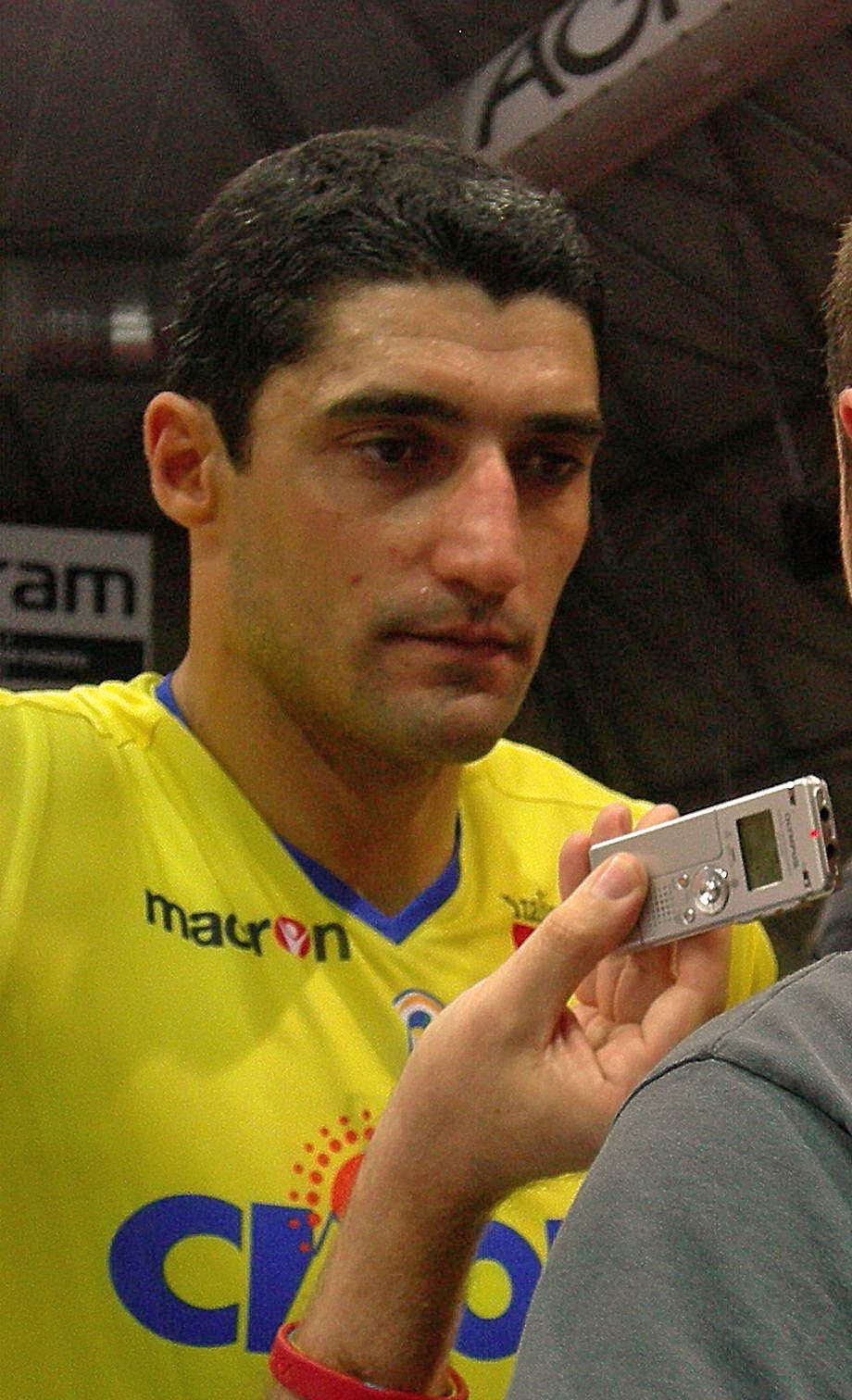
Андреа Джани

В марте 2015 года сборную Словении возглавил выдающийся итальянский волейболист и тренер, трёхкратный чемпион мира Андреа Джани. Под его руководством в том же году словенские волейболисты с большим преимуществом над соперниками первенствовали в Евролиге, а затем сенсационно вышли в финал чемпионата Европы, после группового раунда последовательно в плей-офф обыграв голландцев 3:0, поляков 3:2 и итальянцев 3:1. Остановить команду, прежде на европейских первенствах ни разу не доходившую даже до четвертьфинала, смогла только сборная Франции, в решающем матче со счётом 3:0 переигравшая словенцев. Несмотря на «сухой» счёт решающего поединка, победа далась французам нелегко. Во 2-м и 3-м сетах команда Словении уступила лишь с одинаковым счётом 27:29. В символическую сборную турнира вошёл словенский доигровщик Тине Урнаут. Практически весь чемпионат Словения провела неизменным стартовым составом, в который входили связующий Винчич, диагональный нападающий Гаспарини, доигровщики Урнаут и Чебуль, центральные Паенк и Козамерник (сменивший после 2-го тура Кончилью), либеро Ковачич.

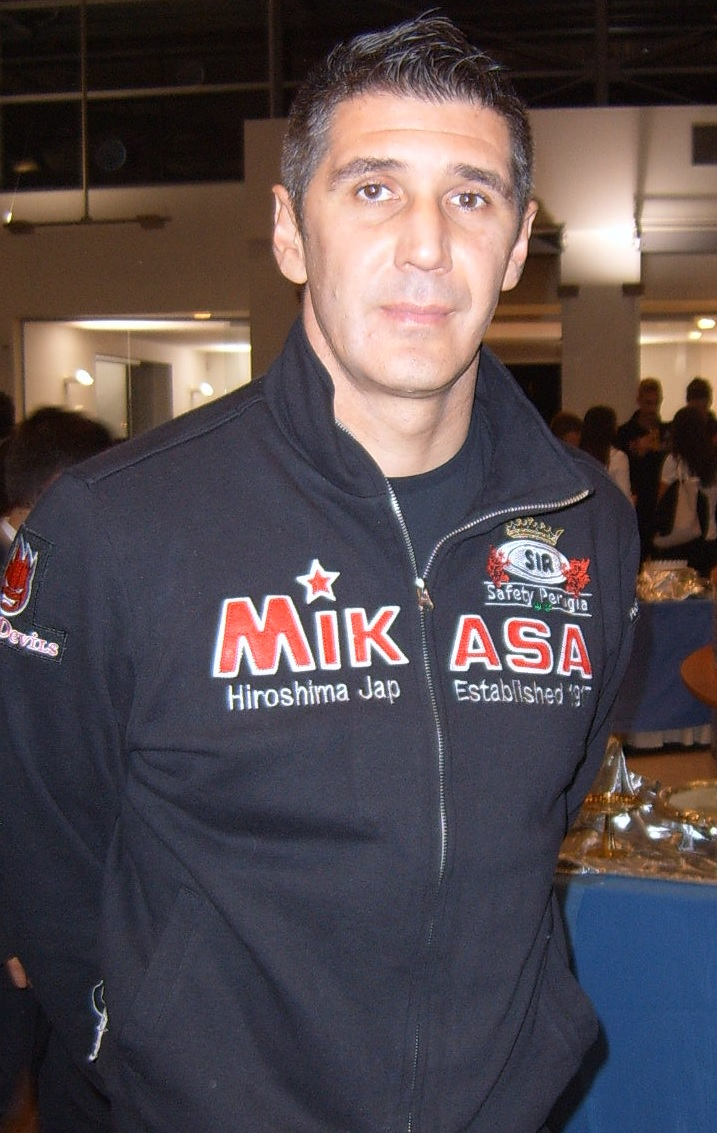
Слободан Ковач

В 2016 сборная Словении впервые приняла участие в розыгрыше Мировой лиги, первенствовав в 3-м дивизионе.
В январе 2017 года Андреа Джани принял приглашение возглавить сборную Германии, а наставником словенской национальной команды был назначен сербский тренер Слободан Ковач. Под его началом словенцы уверенно прошли отбор на чемпионат мира 2018, затем выиграли соревнования во 2-м дивизионе Мировой лиги, а в сентябре дошли до четвертьфинала чемпионата Европы, где проиграли сборной России 0:3.
В 2018 году сборная Словении впервые была среди участников чемпионата мира, на котором дошла до 2-й групповой стадии. 
В 2019 национальная команда Словении выиграла Кубок претендентов ФИВБ, получив путёвку в Лигу наций 2020 года. В сентябре того же года словенцы дошли до финала чемпионата Европы, в стадии плей-офф обыграв на пути к решающему матчу первенства сборные России и Польши, но в самом финале уступили сборной Сербии 1:3.
В 2020 году Мужская сборная Словении по волейболу награждена словенским орденом «За заслуги».
В 2021 году на континентальном первенстве словенцы в 3-й раз за последние 4 чемпионата Европы дошли до финала, но выиграть награды высшего достоинства им вновь не удалось. В решающем матче словенцы уступили сборной Италии 2:3.
В дальнейшем словенская команда продолжала оставаться среди ведущих сборных мира. Под руководством румынского тренера Г.Крецу сборная Словении на чемпионате мира 2022 дошла до полуфинала, но поражения в двух заключительных матчах первенства (в полуфинале от Италии 0:3 и в матче за «бронзу» от Бразилии 1:3) оставили её без наград. Годом позже на чемпионате Европы словенцы уступили в полуфинале полякам 1:3, но в поединке за 3-е место одолели французов 3:2, став бронзовыми призёрами турнира.
В 2024 году сборная Словении дебютировала на Олимпийских играх. Уверенно пройдя групповую стадию (3 победы в трёх матчах), в четвертьфинале команда споткнулась на сборной Польши, уступив ей со счётом 1:3 и выбыв из борьбы за награды.

## Результаты выступлений

### Олимпийские игры
- 1996 — не участвовала
- 2000 — не участвовала
- 2004 — не квалифицировалась
- 2008 — не участвовала
- 2012 — не квалифицировалась
- 2016 — не участвовала
- 2020 — не квалифицировалась
- 2024 — 5—8-е место

- 2024: Тончек Штерн, Ален Паенк, Ян Козамерник, Деян Винчич, Сашо Шталекар, Яни Ковачич, Жига Штерн, Грегор Ропрет, Тине Урнаут, Клемен Чебуль, Рок Можич, Ник Муянович. Тренер — Георге Крецу.

### Чемпионаты мира
- 1994 — не квалифицировалась
- 1998 — не участвовала
- 2002 — не квалифицировалась
- 2006 — не квалифицировалась
- 2010 — не квалифицировалась
- 2014 — не квалифицировалась
- 2018 — 9—12-е место
- 2022 — 4-е место
- 2025 —

- 2018: Тончек Штерн, Ален Паенк, Ян Козамерник, Ален Шкет, Митя Гаспарини, Урош Павлович, Деян Винчич, Сашо Шталекар, Ян Клобучар, Яни Ковачич, Урбан Томан, Грегор Ропрет, Тине Урнаут, Клемен Чебуль. Тренер — Слободан Ковач.
- 2022: Тончек Штерн, Ален Паенк, Ян Козамерник, Митя Гаспарини, Деян Винчич, Сашо Шталекар, Даниэл Концилья, Ян Клобучар, Яни Ковачич, Жига Штерн, Грегор Ропрет, Тине Урнаут, Клемен Чебуль, Рок Можич. Тренер — Георге Крецу.

### Мировая лига
До 2015 в розыгрышах Мировой лиги сборная Словении участия не принимала.
- 2016 — 25-е место (1-е в 3-м дивизионе)
- 2017 — 13-е место (1-е во 2-м дивизионе)

- 2016: Тончек Штерн, Ален Паенк, Ален Шкет, Митя Гаспарини, Клемен Хрибар, Деян Винчич, Сашо Шталекар, Даниел Концилья, Ян Клобучар, Яни Ковачич, Грегор Ропрет, Тине Урнаут, Клемен Чебуль, Дико Пурич. Тренер — Андреа Джани.
- 2017: Тончек Штерн, Ален Паенк, Ян Козамерник, Ален Шкет, Митя Гаспарини, Матей Кёк, Деян Винчич, Сашо Шталекар, Даниел Концилья, Яни Ковачич, Урбан Томан, Грегор Ропрет, Тине Урнаут, Клемен Чебуль. Тренер — Слободан Ковач.

### Лига наций
- 2021 — 4-е место
- 2022 — 10-е место
- 2023 — 7-е место
- 2024 — 4-е место

### Кубок претендентов ФИВБ
- 2019 —  1-е место

- 2019: Тончек Штерн, Ален Паенк, Ян Козамерник, Ален Шкет, Митя Гаспарини, Деян Винчич, Сашо Шталекар, Жига Штерн, Яни Ковачич, Урбан Томан, Матиц Видечник, Грегор Ропрет, Тине Урнаут, Клемен Чебуль. Тренер — Альберто Джулиани.

### Чемпионаты Европы
| - 1993 — не квалифицировалась - 1995 — не квалифицировалась - 1997 — не квалифицировалась - 1999 — не квалифицировалась - 2001 — 11—12-е место - 2003 — не квалифицировалась - 2005 — не квалифицировалась - 2007 — 13—16-е место - 2009 — 13—16-е место | - 2011 — 9—12-е место - 2013 — 13—16-е место - 2015 — 2-е место - 2017 — 5—8-е место - 2019 — 2-е место - 2021 — 2-е место - 2023 — 3-е место - 2026 — |

- 2001: Давор Чеброн, Деян Фуйс, Богдан Котник, Само Миклавц, Драган Пезель, Матия Плешко, Мишо Пушник, Драган Рафович, Рок Сатлер, Себастьян Шкорц, Давид Слатиншек, Томислав Шмуц.
- 2015: Ален Паенк, Урош Павлович, Ален Шкет, Митя Гаспарини, Миха Плот, Деян Винчич, Даниел Концилья, Ян Клобучар, Тине Урнаут, Ян Покершник, Грегор Ропрет, Яни Ковачич, Клемен Чебуль, Ян Козамерник. Тренер — Андреа Джани.
- 2017: Тончек Штерн, Ален Паенк, Жига Штерн, Ян Козамерник, Ален Шкет, Митя Гаспарини, Деян Винчич, Сашо Шталекар, Даниел Концилья, Ян Клобучар, Яни Ковачич, Урбан Томан, Грегор Ропрет, Тине Урнаут. Тренер — Слободан Ковач.
- 2019: Тончек Штерн, Ален Паенк, Ян Козамерник, Ален Шкет, Митя Гаспарини, Деян Винчич, Сашо Шталекар, Жига Штерн, Ян Клобучар, Яни Ковачич, Матиц Видечник, Грегор Ропрет, Тине Урнаут, Клемен Чебуль. Тренер — Альберто Джулиани.
- 2021: Тончек Штерн, Ален Паенк, Ян Козамерник, Ален Шкет, Деян Винчич, Сашо Шталекар, Жига Штерн, Ян Клобучар, Яни Ковачич, Матиц Видечник, Грегор Ропрет, Тине Урнаут, Клемен Чебуль, Рок Можич. Тренер — Альберто Джулиани.
- 2023: Ален Паенк, Урош Планиншич, Ян Козамерник, Урбан Томан, Рок Брачко, Сашо Шталекар, Даниэл Концилья, Яни Ковачич, Жига Штерн, Грегор Ропрет, Тине Урнаут, Клемен Чебуль, Рок Можич, Ник Муянович. Тренер — Георге Крецу.

### Евролига
Сборная Словении участвовала в пяти розыгрышах Евролиги.
- 2007 — 4-е место
- 2011 —  3-е место
- 2014 — 3—4-е место
- 2015 —  1-е место
- 2018 — 11—12-е место

- 2011: Давор Чеброн, Ален Паенк, Ян Планинц, Ален Шкет, Митя Гаспарини, Матевз Камник, Миха Плот, Деян Винчич, Вид Якопин, Тине Урнаут, Грегор Ропрет, Клемен Чебуль. Тренер — Веселин Вукович.
- 2015: Ален Паенк, Ален Шкет, Митя Гаспарини, Деян Винчич, Ян Козамерник, Ян Клобучар, Яни Ковачич, Ян Покершник, Грегор Ропрет, Тине Урнаут, Клемен Чебуль, Урош Павлович. Тренер — Андреа Джани.

### Средиземноморские игры
Сборная Словении приняла участие только в двух волейбольных турнирах Средиземноморских игр.
- 1993 — 7-е место
- 2009 —  3-е место

## Состав
Сборная Словении в соревнованиях 2024 года (Лига наций, Олимпийские игры).
| №  | Имя, фамилия   | Год рождения | Рост | Амплуа      | Клуб                           |
| -- | -------------- | ------------ | ---- | ----------- | ------------------------------ |
| 1  | Тончек Штерн   | 1995         | 200  | нападающий  | «Зираат Банккарт» Анкара       |
| 2  | Ален Паенк     | 1986         | 203  | центральный | «Олимпиакос» Пирей             |
| 3  | Урош Планиншич | 1998         | 186  | связующий   | «Ликургус» Гронинген           |
| 4  | Ян Козамерник  | 1995         | 204  | центральный | «Трентино» Тренто              |
| 6  | Урбан Томан    | 1997         | 186  | либеро      | «Аркада» Галац                 |
| 8  | Рок Брачко     | 2004         | 195  | нападающий  | «Пари Воллей» Париж            |
| 9  | Деян Винчич    | 1986         | 200  | связующий   | «Альпацем-Канал» Канал-об-Сочи |
| 10 | Сашо Шталекар  | 1996         | 214  | центральный | «АКХ Воллей» Любляна           |
| 13 | Яни Ковачич    | 1992         | 186  | либеро      | «АКХ Воллей» Любляна           |
| 14 | Жига Штерн     | 1994         | 193  | нападающий  | «Скра» Белхатув                |
| 16 | Грегор Ропрет  | 1989         | 192  | связующий   | «Асессо-Ресовия» Жешув         |
| 17 | Тине Урнаут    | 1988         | 200  | нападающий  | «Нагоя Вулф Догс» Нагоя        |
| 18 | Клемен Чебуль  | 1992         | 202  | нападающий  | «Асессо-Ресовия» Жешув         |
| 19 | Рок Можич      | 2002         | 200  | нападающий  | «Верона»                       |
| 20 | Ник Муянович   | 2004         | 203  | нападающая  | «Пари Воллей» Париж            |
| 22 | Янж-Янез Кржич | 2003         | 205  | центральный | «АКХ Воллей» Любляна           |

- Главный тренер —  Георге Крецу.
- Тренеры —  Маттео де Чекко, Розан Кедачич,  Богдан Щербак.

## Фотогалерея

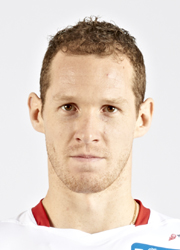
Тине Урнаут
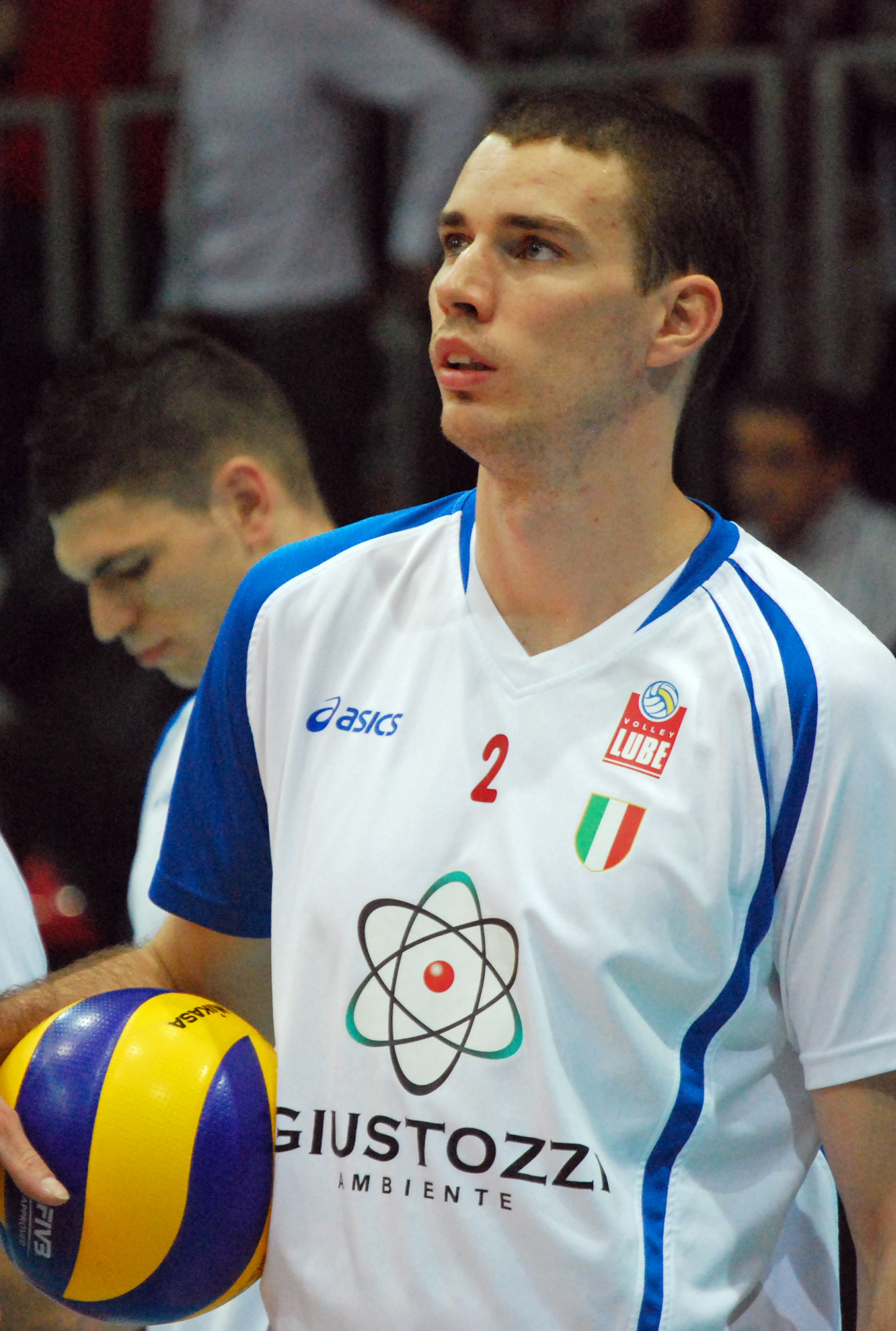
Ален Паенк
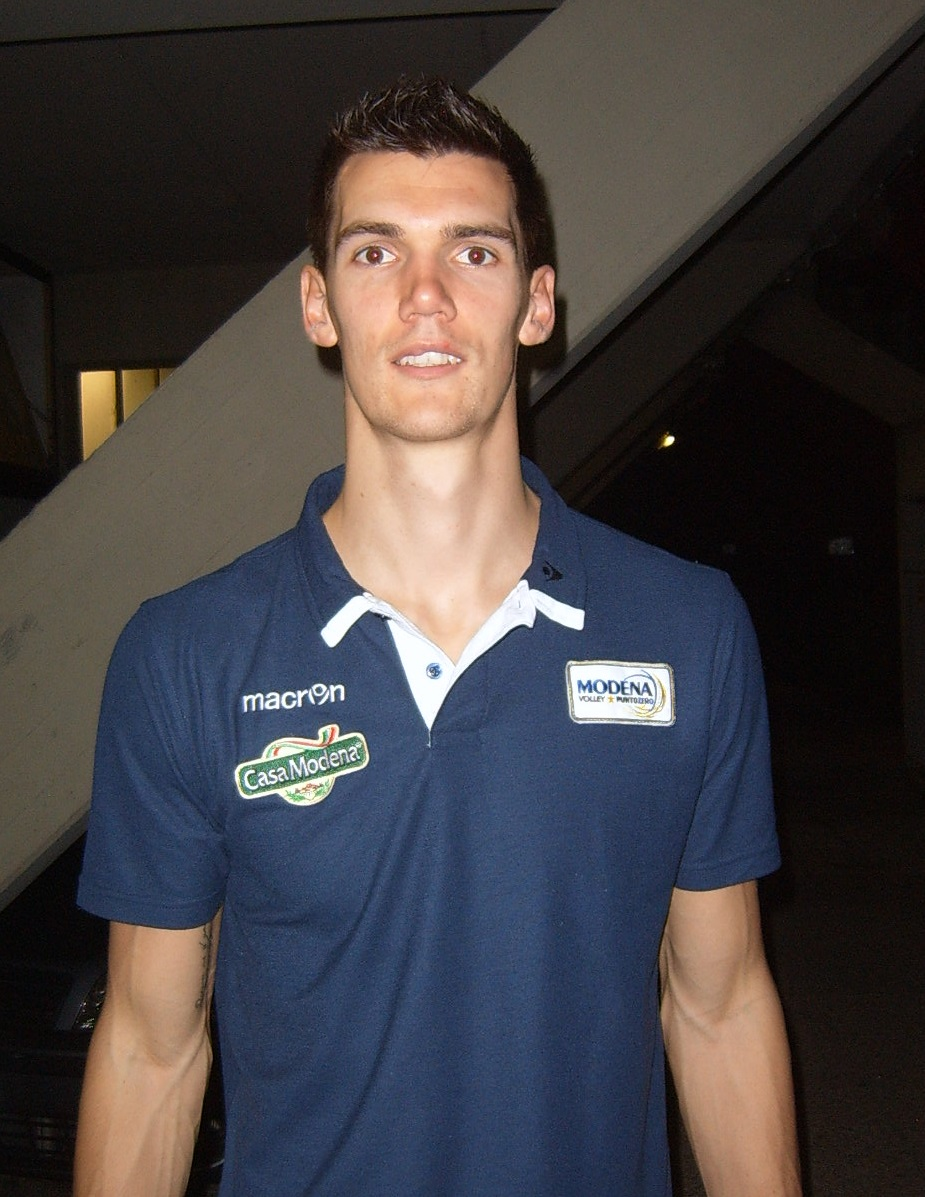
Ален Шкет
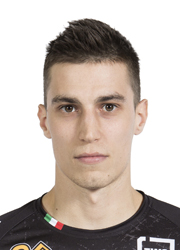
Клемен Чебуль
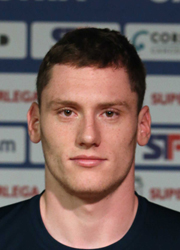
Тончек Штерн
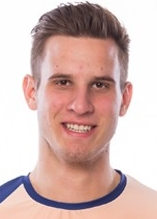
Ян Козамерник